# Corsa del XX settembre 1924
La Corsa del XX settembre 1924, già Roma-Napoli-Roma, diciannovesima edizione della corsa, si svolse il 20 settembre 1924 su un percorso di 296,5 km. La vittoria fu appannaggio dell'italiano Romolo Lazzaretti, che completò il percorso in 11h59'00", precedendo i connazionali Michele Gordini e Costante Girardengo.

## Ordine d'arrivo (Top 10)
| Pos. | Corridore           | Squadra       | Tempo     |
| ---- | ------------------- | ------------- | --------- |
| 1    | Romolo Lazzaretti   | Jenis         | 11h59'00" |
| 2    | Michele Gordini     | Ganna         | a 1'00"   |
| 3    | Costante Girardengo | Maino         | a 1'40"   |
| 4    | Pietro Bestetti     | Maino         | a 2'30"   |
| 5    | Nello Ciaccheri     | Bianchi       | a 6'00"   |
| 6    | Emilio Petiva       | -             | s.t.      |
| 7    | Riccardo Gagliardi  | -             | a 21'00"  |
| 8    | Angelo Gabrielli    | -             | s.t.      |
| 9    | Angelo Marchi       | -             | a 21'30"  |
| 10   | Federico Gay        | Alcyon-Dunlop | a 31'25"  |